# Воробейничек
Воробейничек, или Буглосоидес (лат. Buglossoides), — род травянистых растений семейства Бурачниковые (Boraginaceae). Встречающееся в интернет-источниках написание с двойной "с" - буглоссоидес, по всей видимости, является некорректным, в научной ботанической литературе отсутствует.

## Ботаническое описание
Однолетние, обычно мелкие, травянистые растения.
Цветки собраны в верхушечные соцветия. Венчик бледно-фиолетовый, фиолетово-синий, желтоватый или беловатый, менее 7 мм длиной; отгиб воронковидный или колесовидный; трубка внутри голая, зев с 5 продольными бархатистыми складками. Тычинки прикреплены у основания трубки.
Мерикарпии (орешки) треугольно-грушевидные, сильно бугорчатые, до 3,5 мм длиной, обычно по 4 на плод.

## Таксономия[3]
Buglossoides Moench, 1794, Methodus : 418
Род Воробейничек относится к семейству Бурачниковые (Boraginaceae) порядка Бурачникоцветные (Boraginales). Кладограмма в соответствии с Системой APG IV по состоянию на июнь 2023 года:
|  |                                      |  |                                   | порядок Бурачникоцветные |  | семейство Бурачниковые - 153 ботанических рода |  | Воробейничек |  | 6 ботанических видов |
|  |                                      |  |                                   | порядок Бурачникоцветные |  | семейство Бурачниковые - 153 ботанических рода |  | Воробейничек |  | 6 ботанических видов |
|  | отдел Цветковые, или Покрытосеменные |  |                                   |                          |  |                                                |  |              |  |                      |
|  |                                      |  |                                   |                          |  |                                                |  |              |  |                      |
|  |                                      |  | ещё 63 порядка цветковых растений |                          |  |                                                |  |              |  |                      |
|  |                                      |  |                                   |                          |  |                                                |  |              |  |                      |

## Виды
Род включает 6 видов, выделявшиеся ранее подвиды по современной классификации включены в состав соответствующих видов:
- Buglossoides arvensis (L.) I.M.Johnst. — Воробейничек полевой
- Buglossoides czernjajevii (Klokov & Des.-Shost.) Czerep. — Воробейничек Черняева
- Buglossoides glandulosa (Velen.) R.Fern.
- Buglossoides incrassata (Guss.) I.M.Johnst.
- Buglossoides minima (Moris) R.Fern.
- Buglossoides tenuiflora (L.f.) I.M.Johnst. — Воробейничек тонкоцветковый